# Акабли
Акабли (араб. أقبلي‎) — город и коммуна на юге Алжира, в вилайете Адрар. Входит в состав округа Аулеф.

## Географическое положение

Коммуна Акабли

Город находится в восточной части вилайета, на территории одного из оазисов центральной Сахары, на расстоянии приблизительно 1120 километров к юго-юго-западу от столицы страны Алжира. Абсолютная высота — 252 метра над уровнем моря.

Коммуна Акабли граничит с коммунами Регган, Аулеф, Тит и Ин-Гар (вилайет Таманрассет). Её площадь составляет 2033 км².

## Климат
Климат города характеризуется как аридный (BWh в классификации климатов Кёппена). Осадки в течение года практически отсутствуют (среднегодовое количество — 12,7 мм). Средняя годовая температура составляет 26,7 °C.

## Население
По данным официальной переписи 2008 года численность населения коммуны составляла 10 171 человек. Доля мужского населения составляла 51,2 %, женского — соответственно 48,8 %. Уровень грамотности населения составлял 73,3 %. Уровень грамотности среди мужчин составлял 83,2 %, среди женщин — 63,4 %. 7,5 % жителей Акабли имели высшее образование, 14,5 % — среднее образование.